# Боженица
Боженица е село в Община Ботевград, Софийска област, Западна България.

## География
Село Боженица се намира на южното подножие на рида Гола глава в Предбалкана на западната Старопланинска зона, на 82 km от столицата София и на 20 км от Ботевград . Южно от него минава долното течение на река Бебреш, малко преди вливането ѝ в Малък Искър при Своде. Река Бебреш разделя рида Гола глава от Лъкавишкия рид, на който се намират руините на крепостта Боженишки Урвич.
Къщите в селото са изградени амфитеатрално, съобразно конфигурацията на терена. Брегът по който са разположени е гол и скалист, а коритото на реката е изпълнено с големи каменни масиви. На запад, север и изток Боженица е заобиколена с невисоки планински върхове.

## История
Името на селото е свързана с легенда за съпругата на севаст Огнян, която се казва Божана. Когато турците обсаждат крепостта и започва неравна отбрана, за да не попадне в ръцете им тя се хвърля от високите скали. Етимолозите считат, че името е производно от Божан, за който се твърди, че е основател на селището, а селищата, намиращи се до реки, в някои случаи получават наставка –ица.

През късната античност и средновековието селищният живот е средоточен в и около крепостта „Боженишки Урвич“. В нея има съхранен уникален скален надпис от времето на цар Иван Шишман, който гласи: 
„Аз, Драгомир, писах. Аз, Севаст Огнян, бях при цар Шишман кефалия и много зло патих. В това време турците воюваха. Аз поддържах вярата на Шишмана царя.“ 
В турските данъчни регистри от 1607 г. селото е отбелязано като Божениче.
На територията на днешното село през 1806 г. е открито първото килийно училище в общината, което първоначално се помещава в частни къщи. В 1834 г. боженчани с дарения върху основите на стара църква издигат новата църква „Св. Параскева“. Няколко години по-късно е построено общинско училище, което до 1880 г. два пъти сменя сградата си. През епохата на Възраждането боженчани участват в националноосвободителните борби чрез създаването и дейността на революционен комитет и в редовете на Българското опълчение.
През 1897 г. е открито читалище „Саморазвитие“. Към него отваря врати и библиотека. В читалището, училището и църквата е средоточен културно-просветният и религиозен живот на населението. За материалното замогване на населението съществена роля играе основаната през 1904 г. селска кооперация, която подпомага финансово членовете си, осъществява търговска дейност и организира просветителски курсове. Към 1926 г. в Боженица има основно училище, прогимназия, телефонна и телеграфна станция. Промишлената дейност се осъществява от модерна мелница и дъскорезница. Планинският район спомага за развитието на скотовъдството и овощарството. Въпреки ограничената обработваема земя земеделието е сред основния поминък. Отглежда се предимно царевица, жито, овес, ечемик, тютюн и слънчоглед. За здравеопазването на населението е открита медицинска участъкова амбулатория. През 1940-те години голяма обществена дейност се развива от Християнско дружество, Младежки червен кръст и Въздържателно дружество. За учебната 1948/1949 г. в началното училище и прогимназията се учат 112 деца. Селото постепенно се електрифицира, благоустроява и хигиенизира. Напредък отбелязва развитието на селското стопанство. През 1957 г. населението отглежда 3683 глави едър и дребен добитък, от който 2503 са овце. Обработваемите площи възлизат на 4991 декара ниви и 1080 овощни градини.

## Културни и природни забележителности
Под селото река Бебреш тече в живописен каньон, който представлява интерес като катерачен обект.

### Църква „Света Петка“
Църквата „Света Петка“ в селото е от времето преди Освобождението от османска власт и има специфична камбанария, която е изобразена и на герба на Боженица.

### Килийно училище
До църквата „Света Петка“ се намира сградата на някогашно килийно училище, която днес е превърната в музей, филиал на Исторически музей – Ботевград.

## Личности
- Никола Георгиев (1905-?), български политически офицер, генерал-майор

## Галерия
- Църквата „Света Петка“ и камбанарията
- Килийното училище превърнато в музей
- Кметството на с. Боженица
- Мостът над река Бебреш
- Паметник на падналите през Първата и Втората световни войни жители